# Walk a Little Straighter
Walk a Little Straighter è il singolo di debutto del cantante statunitense Billy Currington pubblicato il 21 aprile 2003. Il singolo ha anticipato l'uscita del suo album di debutto omonimo intitolato con il suo nome.

## Successo internazionale
Il singolo ottenne grande successo negli Stati Uniti.